# Benedictus Appenzeller
Benedictus Appenzeller (ca. 1480 - ca. 1558) fue un compositor y cantante que se inscribe dentro de la llamada escuela Franco-flamenca del Renacimiento, quien se encontraba activo principalmente entre las ciudades de Bruselas y Brujas. Sirvió en la corte de María de Habsburgo de Hungría en la mayor parte de su vida, y se puede decir que fue un compositor bastante prolífico de música vocal, tanto sacra como profana, a lo largo de una inusualmente larga carrera para su época.

## Vida

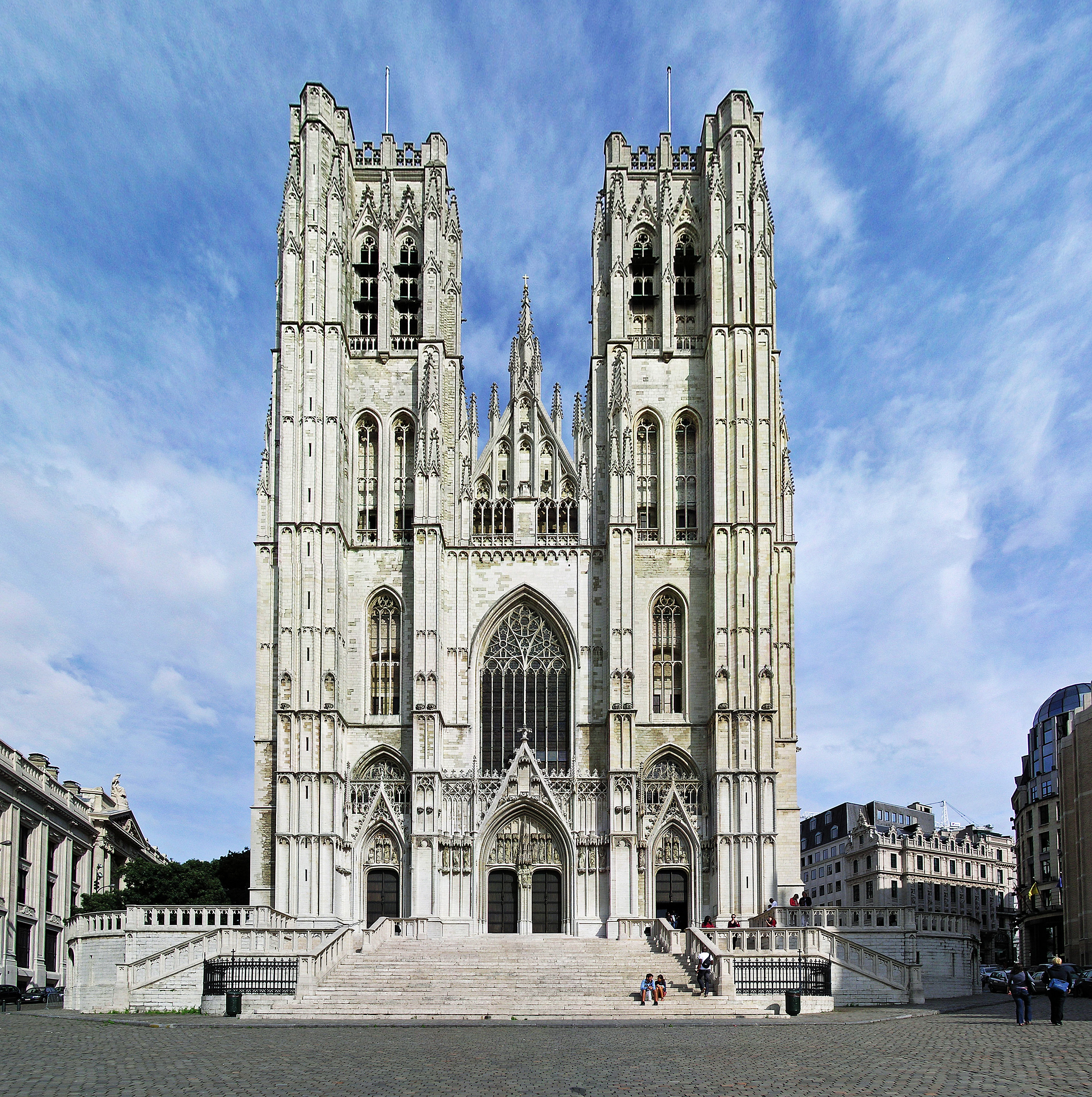
El último trabajo permanente de Appenzeller es en la Catedral de San Miguel y San Gundula en Bruselas, en calidad de maestro de Coro desde 1555 a 1558.

Probablemente ha de haber nacido en algún lugar en la región al sur de la actual Holanda, y su fecha de nacimiento aproximada se puede inferir por medio de un documento que data de una fecha bastante posterior, en el cual aparece con una edad de "más de 70 años", el documento data de julio del año 1558.
Su nombre aparece mencionado por primera vez en registros catedralicios del año 1518, cuando se ocupaba principalmente de su labor de cantante, y luego, del año 1519, cuando entra a trabajar como maestro de coro en la catedral de San Jacobo en Brujas. La aparición de muchas publicaciones de su autoría desde ese entonces y en los años subsiguientes demuestran que ya se encontraba activo cómo compositor, aunque de momento no se sabe mucho a propósito de su quehacer y ocupaciones exactas hasta el año 1536, cuando la reina María de Habsburgo de Hungría lo invoca a su capilla musical de Bruselas en calidad de cantante.
- Datos: Q428997